# Ципелице на асфалту
Ципелице на асфалту је југословенски филм из 1956. године.

## Радња
Филм приказује три приче о деци:
- Доживљаји девојчице Зорице која лута градом док мајка мисли да је у обданишту
- Сукоб групе деце са настојником вишеспратнице због једног пса
- Игра дечака са украденим револвером.

## Улоге
| Глумац                   | Улога                               |
| ------------------------ | ----------------------------------- |
| Десанка Станојевић       | Зорица (сегмент „Зорица")           |
| Деса Берић               | Зоричина мама (сегмент „Зорица")    |
| Радослав Павловић        | Посластичар (сегмент „Зорица")      |
| Александар Огњановић     | (сегмент „Зорица")                  |
| Љубомир Дидић            | продавац (сегмент „Зорица")         |
| Станко Буханац           | Чувар у зоо врту (сегмент „Зорица") |
| Мирко Срећковић          | Човек на плажи (сегмент „Зорица")   |
| Душан Цветковић          | Мића (сегмент „Љутко")              |
| Александар Сибиновић     | Бане (сегмент „Љутко")              |
| Слободан Манић           | Жарко (сегмент „Љутко")             |
| Љубиша Вучковић          | Лазица (сегмент „Љутко")            |
| Бранислав Роловић        | Профа (сегмент „Љутко")             |
| Слободан Богдановић      | Микица (сегмент „Љутко")            |
| Томанија Ђуричко         | Настојница зграде (сегмент „Љутко") |
| Радмило Анђелковић       | Срба (сегмент „Гвоздени орао")      |
| Милош Ђурић              | Мишко (сегмент „Гвоздени орао")     |
| Слободан Павловић        | Бранко (сегмент „Гвоздени орао")    |
| Радован Џајић            | Владица (сегмент „Гвоздени орао")   |
| Сава Гајић               | Душко (сегмент „Гвоздени орао")     |
| Бранко Паприка           | Гиле (сегмент „Гвоздени орао")      |
| Миодраг Крављанац        | Јоле (сегмент „Гвоздени орао")      |
| Зага Исаковић            | (сегмент „Гвоздени орао")           |
| Брана Јанковић           | (сегмент „Гвоздени орао")           |
| Владимир Медар           | (сегмент „Гвоздени орао")           |
| Велимир Бата Живојиновић | Младић                              |
| Јелена Тинска            |                                     |

Комплетна филмска екипа  ▼
| Редитељ                   | Љубомир Радичевић     | (сегмент „Гвоздени орао”)                        |
| Редитељ                   | Здравко Рандић        | (сегмент „Љутко”)                                |
| Редитељ                   | Бошко Вучинић         | (сегмент „Зорица”)                               |
| Сценариста                | Ђорђе Богдановић      |                                                  |
| Сценариста                | Љубомир Радичевић     |                                                  |
| Композитор                | Бојан Адамич          |                                                  |
| Директор фотографије      | Дарио Бремец          | (сегмент „Зорица”)                               |
| Директор фотографије      | Владета Лукић         | (сегмент „Љутко”)                                |
| Директор фотографије      | Стево Радовић         | (сегмент „Гвоздени орао”)                        |
| Монтажер                  | Клеопатра Харисијадес | (сегмент „Гвоздени орао”)                        |
| Монтажер                  | Миланка Нановић       | (сегмент „Зорица”)                               |
| Монтажер                  | Милада Рајшић — Леви  | (сегмент „Љутко”) (као Милада Леви)              |
| Сценограф                 | Властимир Гаврик      | (сегмент „Љутко”)                                |
| Сценограф                 | Драгољуб Лазаревић    | (сегмент „Зорица”)                               |
| Сценограф                 | Јован Радић           | (сегмент „Гвоздени орао”)                        |
| Одсек за шминку           | Марија Кордић         | шминкерка (сегмент „Зорица”)                     |
| Одсек за шминку           | Ванда Петровић        | шминкерка (сегменти „Љутко”, „Гвоздени орао”)    |
| Менаџер продукције        | И. Бојчић             | организатор (сегмент „Гвоздени орао”)            |
| Менаџер продукције        | Ивица Гај             | организатор (сегмент „Зорица”)                   |
| Менаџер продукције        | Живојин Павловић      | организатор (сегмент „Љутко”)                    |
| Менаџер продукције        | Младен Тодић          | директор филма                                   |
| Помоћник режије           | Душан Макавејев       | помоћник редитеља (сегмент „Љутко”)              |
| Помоћник режије           | Мића Милошевић        | помоћник редитеља (сегмент „Гвоздени орао”)      |
| Помоћник режије           | Драгош Стојановић     | помоћник редитеља (сегмент „Зорица”)             |
| Одсек за звук             | Миодраг Недић         | тон мајстор                                      |
| Одсек за камеру и расвету | Борислав Бранковић    | вођа расвете (сегмент „Зорица”)                  |
| Одсек за камеру и расвету | Илија Чеперац         | пратилац камере (сегмент „Гвоздени орао”)        |
| Одсек за камеру и расвету | Живорад Фијатовић     | пратилац камере (сегмент „Зорица”)               |
| Одсек за камеру и расвету | И. Караматијевић      | пратилац камере (сегмент „Љутко”)                |
| Одсек за камеру и расвету | Јован Нечић           | пратилац камере (сегмент „Гвоздени орао”)        |
| Одсек за камеру и расвету | Часлав Пантелинац     | пратилац камере (сегмент „Зорица”)               |
| Одсек за камеру и расвету | Драган Првановић      | вођа расвете (сегменти „Љутко”, „Гвоздени орао”) |
| Одсек за камеру и расвету | Витомир Величковић    | пратилац камере (сегмент „Љутко”)                |
| Одсек за костим           | Марија Пешић          | гардеробер (као М. Пешић)                        |
| Музички одсек             | Бојан Адамич          | диригент                                         |
| Музички одсек             | Петар Радосављевић    | музички уредник                                  |
| Остала екипа              | Лидија Дебарлиева     | секретар режије (сегмент „Зорица”)               |
| Остала екипа              | Бранка Илић           | секретар режије (сегмент „Гвоздени орао”)        |
| Остала екипа              | Л. Малтас             |                                                  |
| Остала екипа              | Десанка Погачић       | секретар режије (сегмент „Љутко”)                |